# Cischweinfia rostrata
Cischweinfia rostrata là một loài thực vật có hoa trong họ Lan. Loài này được Dressler & N.H.Williams mô tả khoa học đầu tiên năm 1970.